# Station Amersfoort Aansluiting
Station Amersfoort Aansluiting is de naam van een voormalig station van Amersfoort, in gebruik door de Hollandsche IJzeren Spoorweg-Maatschappij. De HIJSM exploiteerde vanaf 1874 de Oosterspoorweg tussen Amsterdam en Amersfoort NCS, vanaf 1876 door naar Zutphen en vanaf 1886 een staatsspoorlijn van Amersfoort Staat naar Kesteren, vanaf 1889 door naar de Nijmegen. Om de reizigers een overstap te bieden werd in 1889 het station Amersfoort Aansluiting geopend. Dit station lag aan de Oosterspoorweg uit de richting van Baarn, voor de splitsing naar de stations Amersfoort NCS en Amersfoort Staat. Het station was alleen bedoeld voor overstappen en had daarom ook geen uitgang.
Omdat de situatie met drie stations in Amersfoort niet ideaal was, werd door de staat ter vervanging van de drie stations een nieuw Station Amersfoort op de plek van het station Amersfoort Aansluiting gebouwd, waarop ook de Centraalspoorweg uit Utrecht werd aangesloten. Dit nieuwe station werd in 1902 geopend. Voor de bouw van dit nieuwe station werd het station Amersfoort Aansluiting in 1901 gesloten.

## Knooppunt
Amersfoort Aansluiting (Ama) is thans de naam van het punt, 2,5 km ten noordoosten van het station, waar de spoorlijnen uit Zwolle en Apeldoorn samenkomen.
Tot in de jaren 70 was dit punt met het station verbonden door een dubbelsporige lijn, waarop eventueel links gereden kon worden (zie Dubbel enkelspoor). Een trein uit Zwolle kon daardoor gelijktijdig met een trein uit Apeldoorn binnenkomen, waarna in beide richtingen overgestapt kon worden. Thans zijn er vier sporen en een ongelijkvloerse kruising, zodat er ook geen conflict is met treinen in de omgekeerde richting.
Abcoude · 
Amersfoort:
-Centraal · 
-Schothorst · 
-Vathorst · 
Baarn · 
Bilthoven · 
Breukelen · 
Bunnik · 
Den Dolder · 
Driebergen-Zeist · 
Hoevelaken · 
Hollandsche Rading ·
Houten · 
-Castellum · 
Leerdam · 
Maarn · 
Maarssen · 
Rhenen · 
Soest · 
-Zuid · Soestdijk · 
Utrecht:
-Centraal · 
-Leidsche Rijn · 
-Lunetten · 
-Maliebaan · 
-Overvecht · 
-Terwijde · 
-Vaartsche Rijn · 
-Zuilen · 
Veenendaal: 
-Centrum · 
-West · 
Vleuten · 
Woerden
Voormalige stations: zie de lijst van voormalige spoorwegstations in Utrecht